# Schwefelmaskentyrann
Der Schwefelmaskentyrann (Pitangus sulphuratus), auch Schwefeltyrann genannt, ist ein Sperlingsvogel und die einzige Art der Gattung Pitangus.

## Merkmale

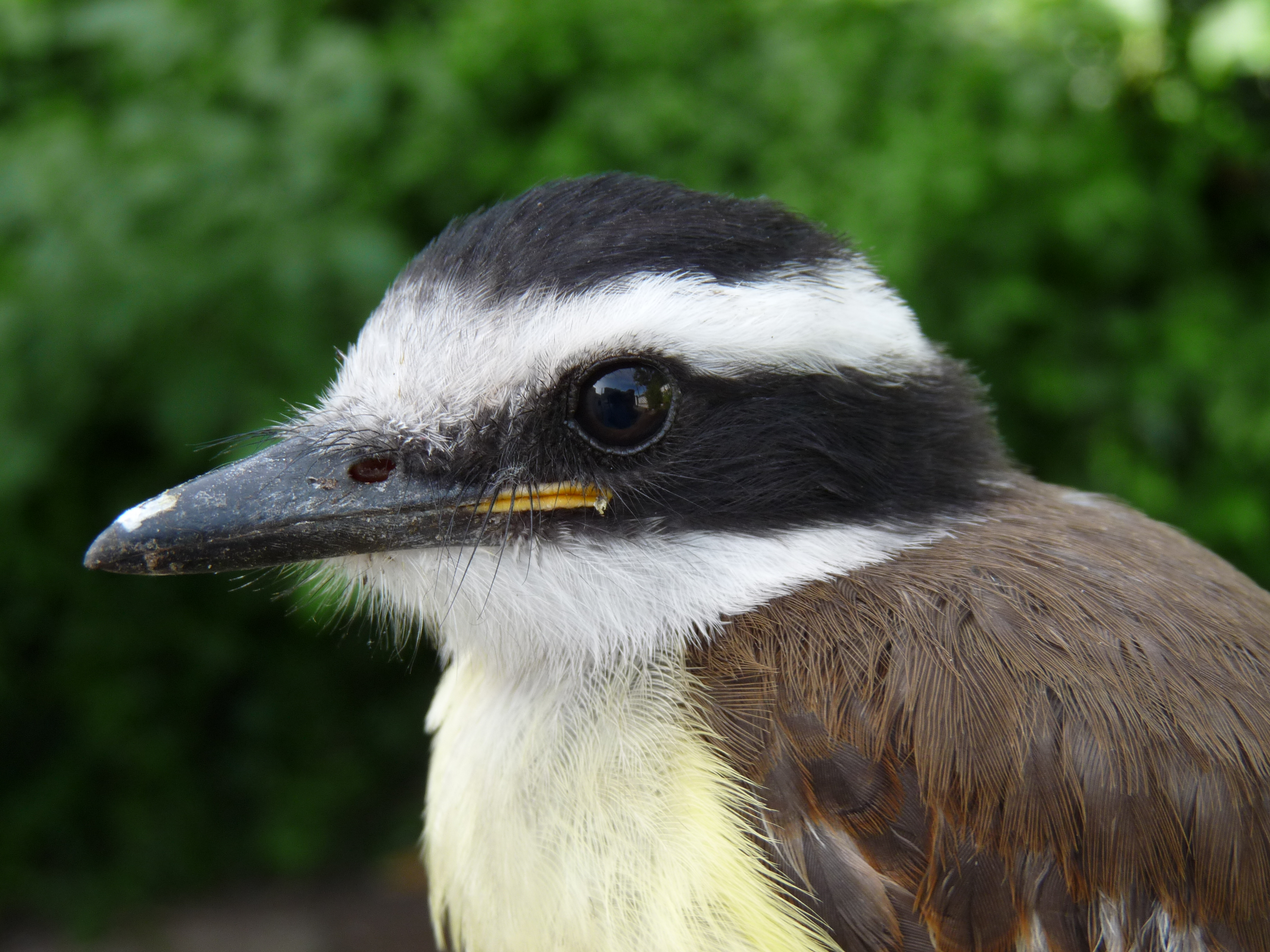
Nahaufnahme des Kopfs

Der 22 Zentimeter lange und 63 Gramm schwere Schwefelmaskentyrann ist ein Vogel mit brauner Oberseite, schwarz-weiß gestreiftem Kopf, gelbem Scheitelstreif, weißer Kehle und gelber Unterseite. Der kurze, dicke Schnabel ist schwarz gefärbt.

## Vorkommen
Der Schwefelmaskentyrann brütet vom südlichen Texas und Mexiko bis nach Argentinien. In der Karibik kommt er auf Trinidad, Bermuda und Tobago vor. Der Vogel brütet im offenen Waldland mit einigen hohen Bäumen und auch um menschliche Siedlungen.

## Verhalten

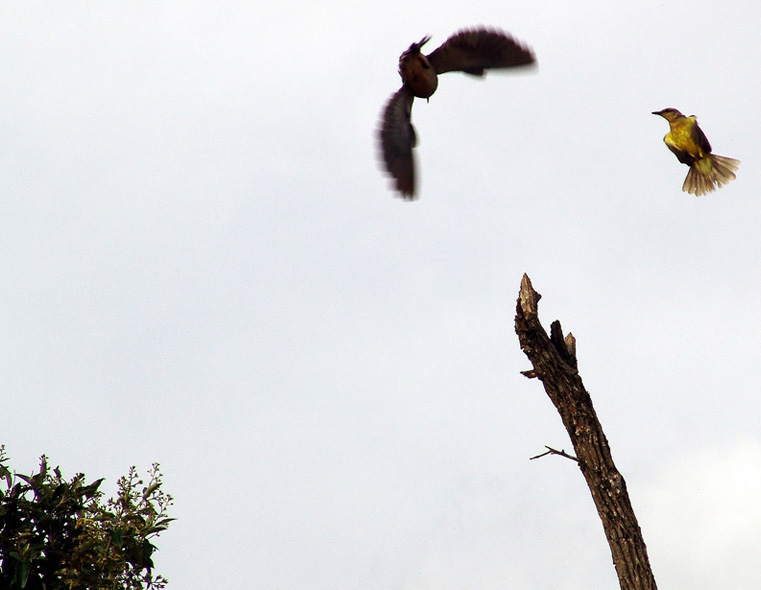
Ein Schwefeltyrann beim Hassen eines Greifvogels

Der Schwefelmaskentyrann ist ein lauter, geselliger Vogel, der sein Revier auch gegen größere Vögel verteidigt. Der Allesfresser ernährt sich von Insekten, Nagetieren, Eidechsen, Fröschen, aber auch von Früchten. Außerdem fängt er sturztauchend Fische und vermag kleine Fledermäuse (u. a. Myotis albescens) im Flug zu fangen.

## Fortpflanzung
Beide Elternvögel bauen auf einen Baum oder einem Telefonmast ein großes, gewölbtes Nest aus Pflanzenstängeln und Moos. Nur das Weibchen brütet zwei oder drei cremefarbene rotbraun gefleckte Eier aus.

## Unterarten
Es sind zehn Unterarten bekannt:
- Pitangus sulphuratus texanus van Rossem, 1940[3] – Diese Unterart kommt im Süden von Texas bis in den Südosten Mexikos vor.
- Pitangus sulphuratus derbianus (Kaup, 1852)[4] – Die Subspezies ist im Osten Mexikos verbreitet.
- Pitangus sulphuratus guatimalensis (Lafresnaye, 1852)[5] – Diese Unterart ist vom südöstlichen Mexiko bis ins zentrale Panama verbreitet.
- Pitangus sulphuratus rufipennis (Lafresnaye, 1851)[6] – Diese Unterart kommt im Norden Kolumbiens und dem Norden Venezuelas vor.
- Pitangus sulphuratus caucensis Chapman, 1914[7] – Diese Subspezies kommt im westlichen und südlichen Teil Kolumbiens vor.
- Pitangus sulphuratus trinitatis Hellmayr, 1906[8] – Die Unterart ist im Osten Kolumbiens, dem Süden und Osten Venezuelas und Nordwesten Brasiliens, sowie in Trinidad präsent.
- Pitangus sulphuratus sulphuratus (Linnaeus, 1766)[9] – Die Nominatform kommt in den Guyanas und im Norden Brasiliens, dem Südosten Kolumbiens und Osten Ecuadors bis in den Südosten Perus vor.
- Pitangus sulphuratus maximiliani (Cabanis & Heine, 1859)[10] – Das Verbreitungsgebiet dieser Unterart erstreckt sich über den Norden Boliviens über Paraguay in den Osten und Süden Brasiliens.
- Pitangus sulphuratus bolivianus (Lafresnaye, 1852)[11] – Diese Unterart kommt nur im Osten Boliviens vor.
- Pitangus sulphuratus argentinus Todd, 1952[12] – Diese Subspezies kommt in Paraguay, dem Südosten Brasiliens über Uruguay bis ins zentrale Argentinien vor.

## Etymologie und Forschungsgeschichte
Die Erstbeschreibung des Schwefelmaskentyranns erfolgte 1766 durch Carl von Linné unter dem wissenschaftlichen Namen [Lanius] sulphuratus. Als Verbreitungsgebiet nannte er Cayenne. Im Jahr 1827 führte William Swainson die Gattung Pitangus für den Schwefelmaskentyrann ein. Der Begriff bedeutet in der Tupi-Sprache murren Vogel von  pita angay. Der Artname »sulphuratus« leitet sich vom lateinischen sulphuratus, sulphur, sulphuris für schwefelfarben, Schwefel ab. Texanus bezieht sich auf das Verbreitungsgebiet Texas, guatimalensis auf Guatemala, caucensis auf den Río Cauca, trinitatis auf Trinidad, bolivianus auf Bolivien und argentinus auf Argentinien. Derbianus ist Edward Smith-Stanley, 13. Earl of Derby gewidmet, maximiliani Maximilian zu Wied-Neuwied. Schließlich ist rufipennis ein lateinisches Wortgebilde aus rufus für rot, rötlich und -pennis, penna für -geflügelt, Feder. Laut Alfred Laubmann in seinem Werk Die Vögel von Paraguay hatte Elsie Naumburg das Verbreitungsgebiet P. s. bolivianus und P. s. maximiliani anders gezogen als dies Carl Eduard Hellmayr getan hat.